# Mestre do Retábulo de Santa Auta
O Mestre do Retábulo de Santa Auta é o autor do Retábulo de Santa Auta que assim se designa por se desconhecer a sua identidade.
Por não terem sido encontrados documentos conclusivos sobre a autoria do Retábulo de Santa Auta, os estudiosos, através das características estilísticas da obra, têm proposto o nome de vários pintores como sendo o autor de obra tão destacada do século XVI, designadamente Vasco Fernandes, por Cyrillo Volkmar Machado, Cristóvão de Figueiredo, por José de Figueiredo e Reynaldo dos Santos, Gregório Lopes, também por José de Figueiredo, e Garcia Fernandes, por Luís Reis Santos, não havendo assim unanimidade, nem mesmo uma corrente dominante sobre a autoria da obra, e daí continuar a usar-se o epíteto de Mestre do Retábulo de Santa Auta.
Segundo o historiador José Luís Porfírio, para além da questão importante da autoria da obra, é de realçar a valia de uma pintura ao mesmo tempo religiosa e cortesã, em que a lenda e a realidade, a história e a actualidade, se misturam de forma significativa, sendo, segundo historiadores da arte, uma das obras mais encantadoras da pintura cosmopolita portuguesa do primeiro quartel do século XVI.